# Naked Attraction
Naked Attraction je britská televizní seznamovací show, kterou premiérově vysílá televizní stanice Channel 4. Moderuje ji Anna Richardson. První řada měla premiéru 25. července 2016. K roku 2020 vzniklo celkem sedm řad.
Oblečená osoba je postavena proti šesti nahým lidem, kteří jsou zpočátku ukryti v kabinách. Jejich těla a tváře jsou postupně odhaleny v průběhu pořadu od nohou nahoru. V každém kole oblečená osoba vybere jednu nahou osobu, která pro něj není fyzicky atraktivní. Postupuje se dále, dokud nezbývají pouze dvě osoby. V tu chvíli se oblečená osoba vysvleče a poslední dvě obnažené osoby jdou blíže k vybírající osobě a mohou si ji prohlédnout. V tu chvíli vybírající vybere poslední osobu, se kterou by chtěla jít na rande. Volič (jedna či dvě osoby) potom rozhodne, s jakou osobou si přeje jít, a následně jdou oblečené na rande. V show je následně ukázána zpětná vazba, jak rande dopadlo.